# Bạch đầu nhám
Vernonia aspera là một loài thực vật có hoa trong họ Cúc. Loài này được (Roxb.) Buch.-Ham. miêu tả khoa học đầu tiên năm 1824.